# Charlie Cook
Charles „Charlie“ Cook (* 22. Oktober 1982 in Port Huron, Michigan) ist ein ehemaliger US-amerikanischer Eishockeyspieler, der im Verlauf seiner aktiven Karriere zwischen 2001 und 2016 unter anderem über 150 Spiele für den Helsingfors IFK, Tappara Tampere und Rauman Lukko in der finnischen SM-liiga auf der Position des Verteidigers bestritten hat. Darüber hinaus war Cook bei zahlreichen weiteren Klubs in den europäischen Topligen aktiv, darunter auch die Hamburg Freezers aus der Deutschen Eishockey Liga (DEL).

## Karriere
Charlie Cook begann seine Karriere als Eishockeyspieler bei den Soo Indians, für die er von 1999 bis 2001 in der Juniorenliga North American Hockey League (NAHL) aktiv war. Anschließend besuchte er von 2001 bis 2005 die Cornell University, für deren Eishockeymannschaft er parallel in der National Collegiate Athletic Association (NCAA) spielte. In den Jahren 2003 und 2005 gewann er mit der Mannschaft jeweils die Meisterschaft der Collegeliga ECAC Hockey und erhielt zahlreiche individuelle Auszeichnungen. Dennoch blieb der Verteidiger in dieser Zeit ungedraftet. Gegen Ende der Saison 2004/05 gab Cook für die Philadelphia Phantoms aus der American Hockey League (AHL) sein Debüt im professionellen Eishockey. Mit der Mannschaft gewann er in den Playoffs auf Anhieb den Calder Cup. Nachdem er auch die folgende Spielzeit bei den Phantoms verbracht hatte, spielte er in der Saison 2006/07 für den Ligarivalen Binghamton Senators.
Die Saison 2007/08 begann der US-Amerikaner bei Helsingfors IFK in der finnischen SM-liiga. Für die Mannschaft erzielte er in 38 Spielen zwei Tore und gab 13 Vorlagen, ehe er die Spielzeit beim HC Sparta Prag in der tschechischen Extraliga beendete. Zum Spieljahr 2008/09 kehrte er in die SM-liiga zurück, wo er einen Vertrag bei Tappara Tampere erhielt. Dort blieb er jedoch ebenfalls nur kurz, ehe er eineinhalb Jahre lang für den Ligarivalen Rauman Lukko auf dem Eis stand. In der Saison 2010/11 spielte er zunächst für MODO Hockey in der schwedischen Elitserien und anschließend für den HC Davos sowie die SCL Tigers in der Schweizer National League A (NLA).
Zur Saison 2011/12 wurde Cook von den Hamburg Freezers aus der Deutschen Eishockey Liga (DEL) verpflichtet. Nachdem sein Vertrag in Hamburg nicht verlängert worden war, wechselte Cook zurück in die Vereinigten Staaten und lief zwei Jahre für die Las Vegas Wranglers in der ECHL auf. Nach einem Jahr ohne Verein unterschrieb Cook im Mai 2015 einen Vertrag beim schwedischen Klub VIK Västerås HK aus der zweitklassigen HockeyAllsvenskan. Dort verbrachte er Teile der Saison 2015/16, ehe sich der Klub im Februar 2016 von ihm trennte. Anschließend beendete der 33-Jährige seine aktive Karriere über den Sommer desselben Jahres.

## Erfolge und Auszeichnungen
| - 2001 NAHL Academic Achievement Award - 2003 Whitelaw-Cup-Gewinn mit der Cornell University - 2005 Whitelaw-Cup-Gewinn mit der Cornell University - 2005 ECAC Hockey Second All-Star Team | - 2005 ECAC Hockey Tournament MVP - 2005 ECAC Hockey All-Tournament Team - 2005 NCAA East Second All-American Team - 2005 Calder-Cup-Gewinn mit den Philadelphia Phantoms |

## Karrierestatistik
(Legende zur Spielerstatistik: Sp oder GP = absolvierte Spiele; T oder G = erzielte Tore; V oder A = erzielte Assists; Pkt oder Pts = erzielte Scorerpunkte; SM oder PIM = erhaltene Strafminuten; +/− = Plus/Minus-Bilanz; PP = erzielte Überzahltore; SH = erzielte Unterzahltore; GW = erzielte Siegtore; 1 Play-downs/Relegation; Kursiv: Statistik nicht vollständig)